# Waleryj Szczukin
Waleryj Alaksiejewicz Szczukin (biał. Валерый Аляксеевіч Шчукін, ros. Валерий Алексеевич Щукин, Walerij Aleksiejewicz Szczukin; ur. 22 marca 1942 we Władywostoku, zm. 10 października 2020 w Mińsku) – radziecki i białoruski oficer marynarki wojennej i polityk, deputowany do Rady Najwyższej Republiki Białorusi XIII kadencji; komandor porucznik; aktywnie występował przeciwko polityce przywódcy Białorusi Alaksandra Łukaszenki, wielokrotnie aresztowany i karany grzywnami.

## Życiorys

### Młodość i praca
Urodził się 22 maja 1942 roku we Władywostoku, w Kraju Nadmorskim Rosyjskiej FSRR, ZSRR. W 1951 roku rodzina wróciła do Białoruskiej SRR, w rodzinne strony matki. W 1966 roku ukończył Wyższą Inżynieryjną Szkołę Marynarki Wojennej w Leningradzie ze specjalnością wojskową „inżynier mechanik okrętowy” i cywilną „eksploatacja parowych urządzeń energetycznych”. Pracę rozpoczął jako ślusarz. W latach 1966–1987 był oficerem Marynarki Wojennej ZSRR. Po przeniesieniu do rezerwy w latach 1987–1995 pracował jako maszynista żurawia do układania rur BMU-2 grupy firm Szczokinhazbud. Posiada stopień komandora porucznika rezerwy. W 1995 roku był członkiem Partii Komunistów Białoruskiej.

### Działalność parlamentarna
W drugiej turze wyborów parlamentarnych 28 maja 1995 roku został wybrany na deputowanego do Rady Najwyższej Republiki Białorusi XIII kadencji z Połockiego-Centralnego Okręgu Wyborczego Nr 74. 9 stycznia 1996 roku został zaprzysiężony na deputowanego. Od 23 stycznia pełnił w Radzie Najwyższej funkcję członka, a następnie sekretarza Stałej Komisji ds. Bezpieczeństwa Narodowego, Obrony i Walki z Przestępczością. W czasie kryzysu konstytucyjnego w 1996 roku opowiedział się przeciwko zmianom forsowanym przez prezydenta Alaksandra Łukaszenkę i po stronie obrońców Konstytucji z 1994 roku. Brał czynny udział w próbie wprowadzenia przewodniczącego Centralnej Komisji Wyborczej Wiktara Hanczara do jego biura, wcześniej bezprawnie wyrzuconego stamtąd przez siły bezpieczeństwa lojalne wobec prezydenta. 27 listopada 1996 roku, po dokonanej przez Łukaszenkę kontrowersyjnej i częściowo nieuznanej międzynarodowo zmianie konstytucji, nie wszedł w skład utworzonej przez niego Izby Reprezentantów Zgromadzenia Narodowego Republiki Białorusi I kadencji. Zgodnie z Konstytucją Białorusi z 1994 roku jego mandat deputowanego do Rady Najwyższej zakończył się 9 stycznia 2000 roku; kolejne wybory do tego organu jednak nigdy się nie odbyły.
Waleryj Szczukin był aktywnym publicystą w niezależnych gazetach „Towariszcz” i „Narodnaja Wola” oraz obrońcą praw człowieka. Za działalność polityczną i społeczną był wielokrotnie aresztowany i karany grzywną. Mimo komunistycznych poglądów w 1998 roku został wykluczony z Partii Komunistów Białoruskiej. W 2001 roku spędził 3 miesiące w więzieniu za „antyprezydencką działalność”. Usiłował kandydować w wyborach parlamentarnych w 2004 roku na deputowanego do Izby Reprezentantów III kadencji, jednak nie został zarejestrowany jako kandydat.

## Odznaczenia
Waleryj Szczukin posiadał radzieckie medale jubileuszowe, którymi nagradzano wojskowych podczas służby.

## Życie prywatne
Waleryj Szczukin był żonaty, miał dwoje dzieci i siedmioro wnuków. Był prawosławny. W 1995 roku mieszkał w Mińsku.
Zmarł 10 października 2020 w Mińsku.